# 豊後高田市消防本部
豊後高田市消防本部（ぶんごたかだししょうぼうほんぶ）は、大分県豊後高田市の消防部局（消防本部）である。管轄区域は豊後高田市全域。また、大分県で唯一の緊急消防援助隊水上小隊を編成している。

## 主力機械
- 消防ポンプ自動車：2
- 水槽付消防ポンプ自動車：1
- 救助工作車：1
- 高規格救急自動車：2
- 救急自動車：1
- 小型動力ポンプ積載車：1
- 人員搬送車：1
- その他：1

2017年4月1日現在

## 沿革
- 1970年（昭和45年）11月1日 - 豊後高田市及び西国東郡2町1村（真玉町・香々地町・大田村）により高田地区救急業務事務組合を設立し、救急業務を開始。
- 1973年（昭和48年）
  - 3月15日 - 高田地域消防組合の設立が許可される。
  - 4月1日 - 豊後高田市及び西国東郡2町1村（真玉町・香々地町・大田村）により高田地域消防組合が発足し、消防・救急業務の実働を開始。
- 1991年（平成3年）3月25日 - 市庁舎から御玉147番地の新庁舎（仮庁舎）へ移転。
- 2003年（平成15年）4月1日 - 香々地出張所が完成し供用を開始。
- 2005年（平成17年）
  - 3月30日 - 市町村合併に伴い高田地域消防組合が解散。
  - 3月31日 - 豊後高田市、真玉町、香々地町の新設合併による新豊後高田市発足に伴い豊後高田市消防本部・消防署発足。
- 2011年（平成23年）3月22日 - 新消防庁舎の建設事業完了し、新消防庁舎落成式を挙行。
- 2024年（令和6年）7月9日 - 通信指令業務を大分市消防局内「おおいた消防指令センター」に移管[3]。

## 組織
- 本部 - 総務課、予防課、警防課[1]
- 消防署

## 消防署
| 消防署           | 住所        | 出張所               |
| ---------------- | ----------- | -------------------- |
| 豊後高田市消防署 | 御玉147番地 | 香々地：見目116番地1 |